# Ballisztika

Három azonos szögben (70°) dobott tárgy pályái különböző körülmények között:
súrlódás nélkül (fekete fent) szabadesés parabola
newtoni súrlódással (középen zöld)
Stokes-súrlódással (alul kék)

A ballisztika a mozgásban levő (kilőtt, eldobott, elhajított) testek röppályájának tana. Kriminalisztikai vizsgálatakor általában az általános ballisztikát használják, melynél a lövedék pályája ballisztikus ív, vagy görbe.

## Belső ballisztika
Vizsgálatának tárgya a lövedék mozgása a fegyver csövében a csőtorkolatig, rakéta esetén a rakéta mozgása az üzemanyag égéséig.

## Külső ballisztika
A lövedék, vagy a rakéta mozgásával foglalkozó tudomány. Ilyenkor lövedék esetében a tolóerő már nem hat. Rakétánál az üzemanyag elégésétől a célba jutásig történő eseményeket vizsgálja.

## Igazságügyi ballisztika
Az általános ballisztika szakága, a kriminalisztika önállósult szakterülete. Feladata: a lőfegyver, lőszer és ezek alkatrészeinek tartásával, használatával kapcsolatos kriminalisztikai vonatkozású problémák megoldása.
Olyan önálló tudományos tételeket dolgoz ki, melyek csak a lőfegyverek, azok nyomai és használatuk folyamán keletkezett elváltozások bűnügyi szempontból történő vizsgálatakor szükségesek. Tárgya:
- lőfegyver
- lövés folyamata
- a lövés következményeként létrejött valamennyi elváltozás
- a vonatkozó azonosítás